# Старый Айдар
Ста́рый Айда́р (укр. Старий Айдар) — село в Счастьинском районе Луганской области Украины.
Население по переписи 2001 года составляло 283 человека. Почтовый индекс — 93616. Телефонный код — 6472. Занимает площадь 3,8 км².

## Местный совет
93615, Луганская обл., Счастьинский район, с. Передельское, ул. Центральная, 100

## История
Городок был построен донскими казаками около речки Айдар, но точная дата постройки не известна — судя по чугуевской переписке или в 1638 или в 1642 году. А по ревизии 1703 году указана ещё одна дата постройки — 1683 г. В документах фигурировало несколько названий — Вайдар, Айдарск, Ойдар или Ойдарская станица. Под Старым Айдаром находилась пустынь, являвшаяся одним из религиозных центров донского старообрядчества, где постоянно или заездами находилось много казаков. В рамка кампании по борьбе с «раскольниками» данная пустынь была разгромлена, многие казаки были убиты, а атаман Я. Ф. Кузовчонок и многие казаки были биты кнутом и с отрезанными языками отправлены в ссылку в Мангазею. Это произошло в 1688 году и заложило основу поддержки казаками К.Булавина 1707—08 гг. Старый Айдар поддержал его, многие староайдаские казаки были активными участниками событий (одним из руководителей был айдарец С. А. Драный), за что городок был у донских казаков отнят, а все территории переподчинены слобожанам, которые переименовали городок в слободу.
В 1885 году в Старом Айдаре было 1435 человек, 208 дворовых хозяйств, православная церковь, школа, почтовая станция. Старый Айдар был центром Староайдарской волости Старобельского уезда Харьковской губернии.
В 1914 году в Старом Айдаре было 2891 жителей. Старшиной волости был Николай Фомич Касьянов, волостным писарем — Василий Паисович Иоффа, председателем волостного суда — Семён Алексеевич Кузьмин.